# Cal Gallart
Cal Gallart és un xalet noucentista a la vila de Moià. La casa fou feta construir per la família Gallart durant la primera dècada del s. XX. Es tractava del primer boom turístic de Moià, on començaven a estiuejar gent que provenia sobretot de Barcelona.
Casa aïllada, envoltada de jardí i concebuda per a estiuejar-hi. La planta és rectangular, amb tres pisos i amb una torreta a un lateral. S'accedeix a la casa mitjançant unes escales amb barana de fusta que condueix a la porta sota porxo, cobert amb pissarra. Destaca el terrat amb barana de fusta, aixecat per pilars, els balcons també amb barana de fusta i la teulada, coberta amb pissarra amb estructura nord-europea. El ràfec és de fusta i té adorns amb petits cabirons que des de l'extrem del ràfec van fins a la paret.